# Casa di reclusione di Gorgona
La casa di reclusione di Gorgona si trova sull'isola di Gorgona, frazione di Livorno.

## Isola

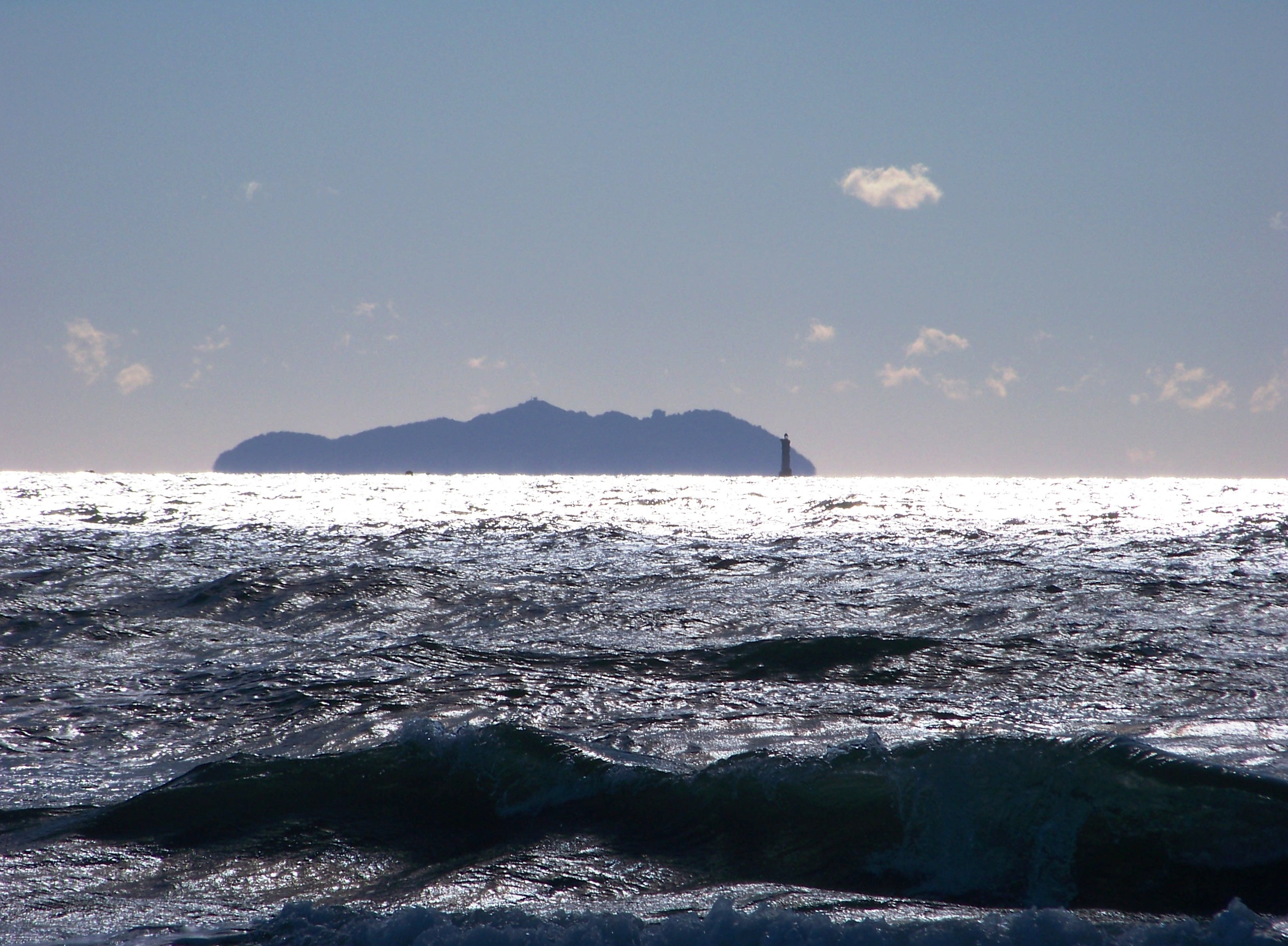
Veduta dell'isola di Gorgona

L'isola di Gorgona è raggiungibile da Livorno esclusivamente dalla motovedetta della polizia penitenziaria, il che può comportare delle difficoltà in caso di maltempo. Il carcere è stato aperto nel 1869, e attualmente si trova in buone condizioni.

## Struttura del carcere
La struttura della casa circondariale di Gorgona è suddivisa in due sezioni dette "Capanne" e "Transito". Le Capanne ospitano la maggior parte dei detenuti e il Transito è occupato dai carcerati che lavorano all'esterno. 
La struttura ha: una biblioteca, ambienti dedicati al lavoro, spazi dedicati alla formazione e alla scuola, sala musica, una palestra, campo da calcio e di bocce e degli spazi dedicati all'istruzione e alla socializzazione. 
Nella sezione Capanne è presente una sala musica e una palestra, inoltre nella zona adiacente è presente un campo da calcio e di bocce. Lontano da tutti gli spazi detentivi è presente un'area verde in cui si svolgono i colloqui settimanali con le famiglie: questo luogo, proprio perché lontano dagli spazi puramente detentivi, attenua l'impatto traumatico che questi momenti possono riservare. Quest'area comprende una piccola cucina interna, dei tavoli esterni e dei giochi per bambini posti in prossimità. Durante l'inverno i colloqui si tengono in una stanza vicino alla cucina. 
Le celle dei detenuti sono arredate con due letti singoli e due armadi; sono garantiti  3 m² calpestabili per detenuto. Il bagno si trova in ambiente separato con porta. In ogni bagno c'è la doccia che garantisce sempre acqua calda. L'unica criticità riscontrata è che l'acqua calda potrebbe essere carente se usata durante le ore serali durante il periodo invernale. Le celle sono tutte riscaldate ed il riscaldamento è funzionante.
L'intero carcere può contenere al massimo 87 detenuti.

## Vita in prigione e celle
La casa di reclusione di Gorgona è destinata a detenuti di sesso maschile. Non c'è alcuna separazione tra detenuti giovani e anziani.
Le celle dei detenuti sono aperte dalle 07:00 alle 21:00. Per la metà dei carcerati la giornata viene impiegata all'esterno per le attività lavorative.
I detenuti non vivono nella cella durante il giorno ma possono usufruire del cortile esterno, del refettorio o della sala attrezzi situata dentro la Sezione. La biblioteca viene aperta ogni volta che un detenuto ne ha necessità e inoltre possono accedere liberamente al campo da calcetto posto sopra la Sezione, previo avviso agli agenti di polizia penitenziaria.
Per i detenuti musulmani è previsto un menu apposito per tutto l'anno. 
Per quanto riguarda la disposizione dei detenuti, questi possono fare richiesta per essere disposti insieme ad altri detenuti e dove possibile si cerca di accordare queste richieste.
L'unica forma di rivolta che i detenuti hanno messo in atto sono stati i due scioperi della fame, che avevano l'obiettivo di dare la possibilità a tutti i detenuti di poter lavorare. Infatti, essendo l'isola di Gorgona un territorio altamente coltivato, alcuni detenuti hanno la possibilità di lavorare nei campi per poter retribuire la pena.

## Funzioni svolte dai detenuti
L’isola di Gorgona è l’ultima isola del territorio italiano adibita all’ospitare un carcere. Nella sua storia è passata dall'essere, all'inizio del 1896, una semplice colonia penale basata sull'agricoltura, all'essere, oggi, una sede distaccata della Casa Circondariale di Livorno. L'obiettivo del carcere di Gorgona è quello di partire dal lavoro dei detenuti e dalla coltivazione della terra, per formarli e aiutarli nel loro reinserimento sociale.
A questo scopo il carcere offre diverse possibilità di formazione professionalizzante in campi come: agricoltura, allevamento, vinificazione, caseificazione, falegnameria, idraulica, muratura. La preparazione che viene fornita ai detenuti provvederà a creare un fondo finanziario e culturale di risorse funzionale alla reintroduzione nella società civile. 
A partire dal 2019 i detenuti hanno inoltre la possibilità di partecipare ad un laboratorio teatrale, sotto la direzione di Gianfranco Pedullà, nel solco di altre esperienze di teatro in carcere presenti in Italia dal finire degli anni '80.
Le attività proposte dal carcere sembrerebbero aver già cambiato il carattere dei detenuti: molti di loro hanno deciso di prendersi cura degli animali allevati sull’isola, che sarebbero altrimenti finiti al macello. 
Oltre alle attività agricole, quindi, i detenuti possono dedicarsi all’allevamento, alla cura dei boschi e anche ad un vigneto autogestito per la produzione di vino.